# Afrodites tempel på Kythera
Afrodites tempel på Kythera var en helgedom på ön Kythera, tillägnad gudinnan Afrodite. 
Templet var berömt under antiken som Afrodites äldsta tempel i Grekland. Det sades under antiken att Afrodites kult hade förts från Syrien till Cypern och därefter till Kythera och Grekland. Templet grundades på 600-talet f.Kr. och hyste en trästaty av Afrodite i rustning. Templet torde ha stängts senast under förföljelserna mot hedningarna på 300-talet.